# Trường Đại học Thủ Dầu Một
Trường Đại học Thủ Dầu Một (tiếng Anh: Thu Dau Mot University) là một trường đại học đa ngành tại Bình Dương, Việt Nam được thành lập theo quyết định số 900/QĐ-TTg ngày 24/06/2009 của Thủ tướng Chính phủ.